# Waterloo (Illinois)
Waterloo is een plaats (city) in de Amerikaanse staat Illinois, en valt bestuurlijk gezien onder Monroe County.

## Demografie
Bij de volkstelling in 2000 werd het aantal inwoners vastgesteld op 7614. In 2006 is het aantal inwoners door het United States Census Bureau geschat op 9435, een stijging van 1821 (23,9%).

## Geografie
Volgens het United States Census Bureau beslaat de plaats een oppervlakte van 14,5 km², waarvan 14,4 km² land en 0,1 km² water. Waterloo ligt op ongeveer 198 m boven zeeniveau.

## Plaatsen in de nabije omgeving
De onderstaande figuur toont nabijgelegen plaatsen in een straal van 16 km rond Waterloo.